# Macrodasys andamanensis
Macrodasys andamanensis är en djurart som tillhör fylumet bukhårsdjur, och som beskrevs av Chandrasekara Rao 1993. Macrodasys andamanensis ingår i släktet Macrodasys och familjen Macrodasyidae.
Artens utbredningsområde är Indiska oceanen. Inga underarter finns listade i Catalogue of Life.